# Hyperclean (album)

Premier album du groupe Hyperclean, Hyperclean est sorti en 2005 chez Microbe Records, puis ressorti le 3 avril 2006, épaulé par Up Music, label indépendant mais distribué et hébergé par Warner Music France, pour une diffusion plus large. Nouvel album Hyperclean - revue mélodramatique #2 - le 18 mai 2009

## Liste des titres
1. Hyperclean
2. Pistolet
3. Halo
4. Prison
5. Je danserai avec toi
6. La ferme
7. O ma chérie
8. Les cigarettes
9. La fin de l'hiver
10. Sortez dehors
11. Je pars
12. Les cygnes
13. Lapin